# Chrysobatrachus cupreonitens
Chrysobatrachus cupreonitens és una espècie d'amfibis de la família Hyperoliidae. És monotípica del gènere Chrysobatrachus. És endèmica de República Democràtica del Congo. El seu hàbitat natural inclou prades tropicals o subtropicals a gran altitud i maresmes intermitents d'aigua dolça.